# Warnford
Warnford is een civil parish in het bestuurlijke gebied Winchester, in het Engelse graafschap Hampshire met 195 inwoners.